# Colmenarejo
Colmenarejo település Spanyolországban, Madrid tartományban. Colmenarejo Valdemorillo, El Escorial, Galapagar és Villanueva del Pardillo községekkel határos. Lakosainak száma 9623 fő (2024).

## Népesség
A település népessége az utóbbi években az alábbiak szerint változott:
| Lakosok száma | 4968 | 6693 | 7596 | 8232 | 8753 | 8934 | 9015 | 9130 | 9473 | 9623 |
|               | 2001 | 2004 | 2007 | 2009 | 2012 | 2014 | 2017 | 2019 | 2022 | 2024 |